# Ctenophthalmus francai
Ctenophthalmus francai är en loppart som beskrevs av Ribeiro 1975. Ctenophthalmus francai ingår i släktet Ctenophthalmus och familjen mullvadsloppor. Inga underarter finns listade i Catalogue of Life.